# プラハ弦楽四重奏団
プラハ弦楽四重奏団（英語名称：Prague String Quartet）は、チェコの弦楽四重奏団である。
1956年、プラハ交響楽団の首席奏者ブジェティスラフ・ノヴォトニーを中心として結成された。

## メンバー
- 第1ヴァイオリン：ブジェティスラフ・ノヴォトニー
- 第2ヴァイオリン：カレル・プジビル
- ヴィオラ：ルボミール・マリー
- チェロ：ヤン・シルツ